# منتخب هندوراس لكرة القدم للسيدات
منتخب هندوراس الوطني لكرة القدم للسيدات (بالإسبانية: Selección femenina de fútbol de Honduras)‏ هو ممثل هندوراس الرسمي في المنافسات الدولية في كرة القدم للسيدات، يديريه اتحاد هندوراس لكرة القدم.

## وصلات خارجية
- الموقع الرسمي